# Les Signaux du Soleil
Les Signaux du Soleil est un roman affilié au merveilleux scientifique de l'écrivain et français Jacques Spitz, paru en 1935 aux Éditions Jean Vigneau.

## Intrigue
Les efforts conjugués des habitants des planètes Mars et Vénus utilisent le Soleil pour pompant l'oxygène et l'azote de la Terre. Un astronome devine ce stratagème qui met en péril l'humanité mais personne ne le croit. Il finira par imposer sa découverte et stopper ces aspirations" de notre atmosphère en communiquant avec les Martiens, grâce au nombre PI. En effet, ces Extraterrestres, pourtant plus évolués que les terriens ne pensaient pas s'en prendre à une planète habitée.

## Éditions
Tout d'abord édité aux Éditions Jean Vigneau, en 1943, le livre a été réédité dans le recueil Chasseurs de chimères, aux Éditions Omnibus, en 2006.